# 연기 김씨
연기 김씨(燕岐金氏)는 세종특별자치시 연서면 연동면 연기면을 본관으로 하는 한국의 성씨이다. 연주(燕州)와 연성(燕城)은 연기(燕岐)의 옛 이름으로, 혹칭 연성 김씨(燕城 金氏) 또는 연주 김씨(燕州 金氏) 라고도 한다. 경주 김씨(慶州 金氏)에서 분적되었다고 한다.
시조 김준손(金俊孫)은 조선(朝鮮) 중종반정 때에 공을 세워 정국공신 연성군(燕城君)에 봉해지고, 지중추부사(知中樞府事)를 역임했다.

## 역사
김준손(金俊孫)은 조선 성종 1486년에 식년 문과에 급제하여, 중종반정 때에 공을 세워 정국공신(靖國功臣) 연성군(燕城君)에 책봉되고, 지중추부사(知中樞府事)를 역임했다. 아버지는 김덕의(金德義)이다. 상계는 실전되어 상고(詳考)할 수 없다.

## 본관
연기(燕岐)는 연성(燕城)과 연주(燕州)의 별호(別號), 충청남도 연기군 지명이다. 지금의 세종특별자치시(世宗特別自治市)를 뜻한다. 백제에는 두잉지현(豆仍只縣)이었는데, 신라]때에는 연산현(燕山縣)으로 고쳐서 연산군(燕山郡)의 속현으로 삼았고, 1018년(고려 9)에 청주(淸州)에 예속시켰으며, 1172년(명종 2)에 감무를 두어 독립했다. 조선 1413년(태종 13)에 연기현이 되었다가, 이듬해에 전의현과 합하여 전기현(全岐縣)이라 했으며, 1416년에 다시 분리하여 전의현(全義縣)으로 하였다. 1895년(고종 32)에 군(郡)으로 승격되었다.

## 인물
- 김효간(金孝幹) : 1591년(선조 24) 식년시 문과에 급제한 뒤, 군수(郡守)를 지내고 임진왜란(壬辰倭亂) 때 순절(殉節)하여 정언(正言)에 추증(追贈)되었다. 자는 이경(而敬)이다. 아버지는 김장(金鏘)이다.
- 김정(金珽) : 1651년(효종 2) 식년시 문과에 급제하고 성균관전적(成均館典籍), 찰방(察訪), 연안교생(延安校生)을 지냈다. 처음 이름은 김숙(金璛)이다.[2] 아버지는 김충간(金忠幹)이다.
- 김장(金鏘) : 1552년(명종 7년) 식년시 진사 합격
- 김기남(金起男) : 1637년(인조 15) 무과 급제, 수문장(守門將)
- 김경서(金慶瑞) : 1637년(인조 15) 무과 급제, 봉사(奉事)
- 김흥준(金興俊) : 1670년(현종 11) 무과 급제, 부호군(副護軍)
- 김수(金琇) : 1675년(숙종 1) 무과 급제, 별초무사(別抄武士)
- 김석화(金錫華) : 1725년(영조 1) 무과 급제
- 김세창(金世昌) : 1723년(경종 3) 무과 급제, 부사과(副司果)

## 분적
진례 김씨와 진산 김씨 및 진잠 김씨가 있다.